# Horné Štitáre
Horné Štitáre (in ungherese Felsőcsitár) è un comune della Slovacchia facente parte del distretto di Topoľčany, nella regione di Nitra.